# Disperis aphylla
Disperis aphylla là một loài thực vật có hoa trong họ Lan. Loài này được Kraenzl. ex De Wild. & T.Durand mô tả khoa học đầu tiên năm 1899.